# Nature Valley Classic 2021 - Qualificazioni singolare
Le qualificazioni del singolare del Nature Valley Classic 2021 sono state un torneo di tennis preliminare per accedere alla fase finale della manifestazione. Le vincitrici dell'ultimo turno sono entrate di diritto nel tabellone principale. In caso di ritiro di una o più giocatrici aventi diritto, a queste sono subentrate le Lucky loser, ossia le giocatrici che hanno perso nell'ultimo turno ma che avevano una classifica più alta rispetto alle altre partecipanti che avevano comunque perso nel turno finale.

## Teste di serie
1. Tereza Martincová (qualificata)
2. María Camila Osorio Serrano
3. Caty McNally (qualificata)
4. Wang Yafan (qualificata)
5. Astra Sharma (primo turno)
6. Vitalija D'jačenko (qualificata)

1. Kurumi Nara (ultimo turno)
2. Kateryna Kozlova (ultimo turno)
3. Giulia Gatto-Monticone (qualificata)
4. Georgina García Pérez (ultimo turno)
5. Marina Mel'nikova (ultimo turno)
6. Francesca Jones

### Qualificate
1. Tereza Martincová
2. Coco Vandeweghe
3. Caty McNally

1. Wang Yafan
2. Giulia Gatto-Monticone
3. Vitalija D'jačenko

## Tabellone

### Legenda
| - Q = Qualificato - WC = Wild card - LL = Lucky loser | - ALT = Alternate - SE = Special Exempt - PR = Protected Ranking | - w/o = Walkover - r = Ritirato - d = Squalificato |

### Sezione 1
|  | Primo turno | Primo turno           | Primo turno           | Primo turno | Primo turno |  |  | Ultimo turno | Ultimo turno          | Ultimo turno          | Ultimo turno | Ultimo turno |  |
|  |             |                       |                       |             |             |  |  |              |                       |                       |              |              |  |
|  | 1           | Tereza Martincová     | Tereza Martincová     | 4           |             |  |  |              |                       |                       |              |              |  |
|  |             | Dalila Jakupovič      | Dalila Jakupovič      | 2           | r           |  |  | 1            | Tereza Martincová     | Tereza Martincová     | 6            | 6            |  |
|  |             | Ellen Perez           | Ellen Perez           | 65          | 5           |  |  | 10           | Georgina García Pérez | Georgina García Pérez | 3            | 2            |  |
|  | 10          | Georgina García Pérez | Georgina García Pérez | 7           | 7           |  |  |              |                       |                       |              |              |  |

### Sezione 2
|  | Primo turno | Primo turno        | Primo turno        | Primo turno | Primo turno |  |  | Ultimo turno | Ultimo turno     | Ultimo turno | Ultimo turno | Ultimo turno |  |
|  |             |                    |                    |             |             |  |  |              |                  |              |              |              |  |
|  | Alt         | Gabriela Dabrowski | Gabriela Dabrowski | 2           | 2           |  |  |              |                  |              |              |              |  |
|  |             | Coco Vandeweghe    | Coco Vandeweghe    | 6           | 6           |  |  |              | Coco Vandeweghe  | 6            | 6(1)         | 6            |  |
|  | WC          | Emily Webley-Smith | Emily Webley-Smith | 2           | 0           |  |  | 8            | Kateryna Kozlova | 4            | 7            | 4            |  |
|  | 8           | Kateryna Kozlova   | Kateryna Kozlova   | 6           | 6           |  |  |              |                  |              |              |              |  |

### Sezione 3
|  | Primo turno | Primo turno  | Primo turno  | Primo turno | Primo turno |  |  | Ultimo turno | Ultimo turno | Ultimo turno | Ultimo turno | Ultimo turno |  |
|  |             |              |              |             |             |  |  |              |              |              |              |              |  |
|  | 3           | Caty McNally | Caty McNally | 6           | 7           |  |  |              |              |              |              |              |  |
|  | WC          | Tara Moore   | Tara Moore   | 2           | 64          |  |  | 3            | Caty McNally | Caty McNally | 6            | 6            |  |
|  |             | Naomi Broady | Naomi Broady | 3           | 4           |  |  | 7            | Kurumi Nara  | Kurumi Nara  | 3            | 0            |  |
|  | 7           | Kurumi Nara  | Kurumi Nara  | 6           | 6           |  |  |              |              |              |              |              |  |

### Sezione 4
|  | Primo turno | Primo turno       | Primo turno       | Primo turno | Primo turno |  |  | Ultimo turno | Ultimo turno      | Ultimo turno      | Ultimo turno | Ultimo turno |  |
|  |             |                   |                   |             |             |  |  |              |                   |                   |              |              |  |
|  | 4           | Wang Yafan        | Wang Yafan        | 6           | 6           |  |  |              |                   |                   |              |              |  |
|  |             | Valerija Savinych | Valerija Savinych | 1           | 4           |  |  | 4            | Wang Yafan        | Wang Yafan        | 6            | 7            |  |
|  | WC          | Sarah Beth Grey   | 2                 | 6           | 3           |  |  | 11           | Marina Mel'nikova | Marina Mel'nikova | 3            | 5            |  |
|  | 11          | Marina Mel'nikova | 6                 | 2           | 6           |  |  |              |                   |                   |              |              |  |

### Sezione 5
|  | Primo turno | Primo turno            | Primo turno            | Primo turno | Primo turno |  |  | Ultimo turno | Ultimo turno           | Ultimo turno           | Ultimo turno | Ultimo turno |  |
|  |             |                        |                        |             |             |  |  |              |                        |                        |              |              |  |
|  | 5           | Astra Sharma           | Astra Sharma           | 2           | 6           |  |  |              |                        |                        |              |              |  |
|  | WC          | Eden Silva             | Eden Silva             | 6           | 7           |  |  | WC           | Eden Silva             | Eden Silva             | 0            | 1            |  |
|  |             | Martina Di Giuseppe    | Martina Di Giuseppe    | 4           | 4           |  |  | 9            | Giulia Gatto-Monticone | Giulia Gatto-Monticone | 6            | 6            |  |
|  | 9           | Giulia Gatto-Monticone | Giulia Gatto-Monticone | 6           | 6           |  |  |              |                        |                        |              |              |  |

### Sezione 6
|  | Primo turno | Primo turno        | Primo turno   | Primo turno | Primo turno |  |  | Ultimo turno | Ultimo turno       | Ultimo turno       | Ultimo turno | Ultimo turno |  |
|  |             |                    |               |             |             |  |  |              |                    |                    |              |              |  |
|  | 6           | Vitalija D'jačenko | 6             | 1           | 7           |  |  |              |                    |                    |              |              |  |
|  |             | Katie Volynets     | 3             | 6           | 5           |  |  | 6            | Vitalija D'jačenko | Vitalija D'jačenko | 7            | 6            |  |
|  | WC          | Naiktha Bains      | Naiktha Bains | 6           | 7           |  |  | WC           | Naiktha Bains      | Naiktha Bains      | 6(1)         | 3            |  |
|  | Alt         | Ingrid Neel        | Ingrid Neel   | 4           | 63          |  |  |              |                    |                    |              |              |  |